# Cecilie Fiskerstrand
Cecilie Fiskerstrand (Lørenskog, 20 maart 1996) is een Noors voetbalspeelster. Ze speelt als doelverdediger voor ACF Fiorentina in de Serie A.

## Clubcarrière
Fiskerstrand begon haar voetbalcarrière bij de amateurclub Langevåg. In 2014 verhuisde ze naar Fortuna Ålesund, actief in de Noorse tweede divisie. Hier speelde ze eerst voor het -19 team alvorens ze werd overgeheveld naar het eerste elftal. In hetzelfde jaar ging ze ook naar Stabæk actief in de Toppserien, het hoogste vrouwenvoetbalniveau van Noorwegen. In november 2015 maakte Fiskerstrand de overstap naar regerend landskampioen LSK Kvinner FK.
Fiskerstrand tekende in januari 2020 een contract voor anderhalf jaar bij het Engelse Brighton & Hove Albion WFC. Fiskerstrand voetbalde tot het einde van het seizoen van het seizoen aan de Engelse zuidkust totdat ze besloot door een gebrek aan speelminuten te vertrekken. In totaal kwam Fiskerstrand tot zeven wedstrijden gedurende het seizoen 2019/20. In haar debuutwedstrijd wist Fiskerstrand gelijk de nul te houden. Na haar tweede wedstrijd tegen Chelsea FC kreeg ze een vaste plaats in de selectie.
In juni 2021 keerde Fiskerstrand terug bij LSK Kvinner. Na drie jaar voor deze club te hebben gekeept, ging ze in 2024 bij ACF Fiorentina een Italiaans avontuur aan.

## Statistieken
| Seizoen | Club                       | Land      | Competitie   | Wedstrijden | Doelpunten |
| ------- | -------------------------- | --------- | ------------ | ----------- | ---------- |
| 2014    | Stabæk                     | Noorwegen | Toppserien   | 0           | 0          |
| 2015    | Stabæk                     | Noorwegen | Toppserien   | 3           | 0          |
| 2016    | LSK Kvinner FK             | Noorwegen | Toppserien   | 3           | 0          |
| 2017    | LSK Kvinner FK             | Noorwegen | Toppserien   | 20          | 0          |
| 2018    | LSK Kvinner FK             | Noorwegen | Toppserien   | 20          | 0          |
| 2019    | LSK Kvinner FK             | Noorwegen | Toppserien   | 20          | 0          |
| 2019/20 | Brighton & Hove Albion WFC | Engeland  | Super League | 0           | 0          |
| 2020/21 | Brighton & Hove Albion WFC | Engeland  | Super League | 7           | 0          |
| 2021    | LSK Kvinner FK             | Noorwegen | Toppserien   | 9           | 0          |
| 2022    | LSK Kvinner FK             | Noorwegen | Toppserien   | 8           | 0          |
| 2023    | LSK Kvinner FK             | Noorwegen | Toppserien   | 27          | 0          |
| 2024    | LSK Kvinner FK             | Noorwegen | Toppserien   | 12          | 0          |
| 2024/25 | ACF Fiorentina             | Italië    | Serie A      | 18          | 0          |
| Totaal  | Totaal                     | Totaal    | Totaal       | 147         | 0          |

Laatste update: 7 maart 2025

## Interlandcarrière
Fiskerstrand maakte haar debuut voor het Noorse nationale team in een vriendschappelijke wedstrijd tegen Engeland in La Manga, Spanje, op 17 januari 2014. Bijna een jaar later speelde ze haar tweede interland, opnieuw La Manga, door Ingrid Hjelmseth te vervangen op 15 januari 2025. Ze werd opgeroepen voor de Algarve Cup in 2015. In mei 2015 werd ze als jongste speelster opgenomen in de Noorse selectie voor het WK 2015 in Canada.
Op 19 juni 2023 werd Fiskerstrand eveneens opgenomen in de selectie van Noorwegen op het WK 2023 in Australië en Nieuw-Zeeland. Noorwegen behaalde de achtste finales, waarin Japan te sterk was.